# NGC 1153
NGC 1153 è una galassia lenticolare situata nella costellazione della Balena, a una distanza di circa 134 milioni di anni luce dalla nostra Via Lattea.

## Scoperta
La galassia è stata scoperta il 13 dicembre 1784 dall'astronomo britannico di origine tedesca William Herschel.

## Descrizione
NGC 1153 e UGC 2446 sono localizzate nella stessa regione di cielo e secondo lo studio realizzato da Mahtessian formano una coppia di galassie. Nell'articolo UGC 2446 viene citata come 0256++0314, facendo riferimento a CGCG 0256.0+0314.

## Gruppo di NGC 1137
NGC 1153 fa parte di un gruppo di galassie che comprende almeno cinque membri, il Gruppo di NGC 1137. Oltre a NGC 1153 e NGC 1137, le altre tre galassie del gruppo sono IC 273, IC 277 e UGC 2441. A queste cinque galassie va aggiunta UGC 2446, che forma una coppia di galassie con NGC 1153.